# Rose Williams
Rose Victoria Williams (Ealing, 18 febbraio 1994) è un'attrice britannica.

## Biografia
La madre di Rose William lavorava come costumista, mentre suo padre come giardiniere.
Inizia a recitare nel 2014, quando viene scelta per interpretare la principessa Claudia di Valois nella seconda stagione della serie televisiva Reign, ruolo che ricopre anche nelle due stagioni successive.
Nel 2019 interpreta Charlotte Heywood, la protagonista della serie Sanditon basata sull'omonimo romanzo di Jane Austen.

## Filmografia

### Cinema
- Chicken, regia di Joe Stephenson (2015)
- A Quiet Passion, regia di Terence Davies (2016)
- Changeland, regia di Seth Green (2019)
- La signora Harris va a Parigi (Mrs Harris Goes to Paris), regia di Anthony Fabian (2022)

### Televisione
- Casualty – serie TV, episodio 28x41 (2014)
- Reign – serie TV, 38 episodi (2014-2017)
- The Race - Corsa mortale (Curfew) – serie TV, 7 episodi (2019)
- I Medici – serie TV, 4 episodi (2019)
- Sanditon – serie TV, 20 episodi (2019-2023)
- That Dirty Black Bag – miniserie TV, 8 puntate (2022)
- Locked In - film, regia di Nour Wazzi (2023)

## Doppiatrici italiane
Nelle versioni in italiano, Rose Williams è stata doppiata da:
- Rossa Caputo in The Race - Corsa mortale, Sanditon
- Emanuela Ionica in Reign
- Federica De Bortoli ne I Medici
- Margherita De Risi in La signora Harris va a Parigi
- Erica Necci in That Dirty Black Bag